# We Push You Pull
We Push You Pull es el último álbum de la banda de Pop Rock barcelonesa The Unfinished Sympathy. Nos presentan su cuarto disco, el más elaborado, complejo, y a la vez desbordante de energía y frescura de su carrera, que ha introducido en su tradicional sonido de indie rock de guitarras, de raíz post-hardcore, un sinfín de elementos de la música pop, especialmente la música negra, el R'N'B o el funk, en un hecho insólito en los grupos de la escena underground internacional, una fusión absolutamente nueva y a la vez coherente con la personalidad del grupo.

## Lista de canciones
1. "Catenaggio" – 4:04
2. "Gratitude" – 3:59
3. "Sharpshooter" – 3:44
4. "Spin In The Rye" – 3:52
5. "Little Scratches" – 4:06
6. "I'm A Lone Wolf, Babe" – 3:10
7. "Cease Fire" – 3:33
8. "Love Athletic" – 2:55
9. "Teletransport Please" – 2:54
10. "First Girl I Kissed Is Dead" – 5:34
11. "No Key To Any Door" – 3:37
12. "School Emulator" – 3:38
13. "Dance She Came" – 4:06
14. "Hotel España" – 4:51

- Datos: Q6166634